# Apogon photogaster
Apogon photogaster es una especie de pez de la familia de los apogónidos en el orden de los perciformes.

## Distribución geográfica
Se encuentran en Papúa Nueva Guinea.